# منتین پارک، منطقه فولتن، جورجیا
منتین پارک، منطقه فولتن، جورجیا (به انگلیسی: Mountain Park, Fulton County, Georgia) یک شهر در ایالات متحده آمریکا با جمعیت ۵۴۷ نفر است که در شهرستان فولتن، جورجیا واقع شده‌است.

## موقعیت جغرافیایی
موقعیت جغرافیایی شهرها و مناطق اطراف به شرح زیر است: